# Santa Maria Bianca
Santa Maria Bianca è un affresco trecentesco realizzato da Fra' Pietro da Napoli (ampiamente rimaneggiato nei secoli successivi) raffigurante la Vergine Maria rivestita di un mantello bianco. L'affresco, situato dietro l'altare maggiore dell'omonima chiesa delle Carmelitane Scalze di Parma, in via Montebello 69, gode di fama taumaturgica.

## Storia

### Le origini e il culto

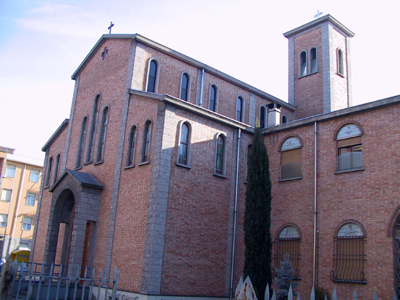
Chiesa di Santa Maria Bianca

Intorno al 1340 il frate carmelitano Pietro da Napoli costruì presso Parma (in quella che allora era aperta campagna) un piccolo eremo, e su un pilastro dell'edificio dipinse a fresco un'immagine della Madonna con Bambino. Contrariamente all'abitudine del tempo, per il manto della Madonna fra' Pietro non scelse il tradizionale colore azzurro, ma il bianco, probabilmente ispirandosi al colore del mantello indossato dai frati Carmelitani. Il popolo, che provò subito una vivace devozione verso l'immagine sacra, notò spontaneamente l'anomalia iconografica, e cominciò a chiamare la Madonna con il nome di Santa Maria Bianca. Divenuta popolarissima nel giro di pochi decenni, e ben presto accreditata di fama taumaturgica, l'immagine per oltre tre secoli godette di intensa devozione. Ma con le soppressioni degli ordini religiosi volute da Napoleone (1810), il dipinto conobbe disavventure e spostamenti continui, e la tradizionale devozione che lo circondava si spense quasi del tutto. Negli ultimi decenni del secolo XX il culto ha conosciuto una notevole ripresa, e con esso una rinnovata fama taumaturgica.
La devozione popolare aumentò rapidamente, tanto che verso il 1355 fu necessario costruire un piccolo oratorio intorno al pilastro, divenuto ormai frequentato luogo di culto. Nel giro di pochi anni il piccolo oratorio si rivelò insufficiente e nella seconda metà del Trecento al posto dell'oratorio fu costruita una chiesa: la tradizione popolare attribuisce l'iniziativa a Bernabò Visconti, dal 1355 signore di Parma. Intorno all'immagine si sviluppò una confraternita che promosse un doppio movimento, liturgico e caritativo, nonché un ulteriore ampliamento dell'edificio (1391).
Nella seconda metà del secolo XVII una nuova ondata di fervore verso l'immagine, suscitata dall'arrivo in Parma dei Carmelitani Scalzi, indusse la comunità civile e religiosa della città a costruire un edificio completamente nuovo. La chiesa, per la quale il comune aveva offerto 95 quadretti e tre once di pubblico terreno, fu inaugurata nel 1670.
Nel 1810 la soppressione degli ordini religiosi voluta da Napoleone colpì anche i Padri Carmelitani, e con essi la chiesa che custodiva l'affresco: essa fu distrutta e la preziosa immagine rimase a lungo sotto le macerie. Nel 1815 un anonimo benefattore, sobbarcandosi fatiche e spese, trasse l'immagine dalle macerie e la fece collocare in un piccolo oratorio. Nel 1876, in concomitanza con il ritorno in Parma dei Carmelitani Scalzi, fu edificata una nuova chiesa e vi fu collocata l'immagine di Santa Maria Bianca. Nel 1920 i Padri Carmelitani si trasferirono nell'Oratorio dei Rossi in via Garibaldi e portarono con sé l'immagine che, nove anni dopo (1929), fu donata alle Carmelitane Scalze, allora residenti in borgo Felino, nel centro storico della città. A loro volta le Carmelitane si trasferirono nel 1957 nell'edificio di Via Montebello, collocando l'immagine dietro l'altare maggiore della chiesa annessa al monastero.
Tutti questi spostamenti, se da un lato testimoniarono la sollecitudine per l'affresco, dall'altro ebbero l'effetto di depistare la devozione popolare, che finì per affievolirsi e quasi scomparire.

### Restauro del 1988

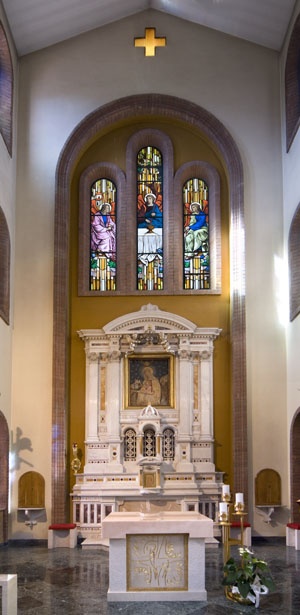
Chiesa di Santa Maria Bianca - l'affresco collocato dietro l'altare maggiore

Sul finire degli anni ottanta del secolo XX le Carmelitane Scalze di Parma, dietro il consiglio di esperti e con la supervisione della Sovrintendenza ai Beni Artistici e Storici, fecero restaurare l'affresco da Massimo Maria Peron (1988/1989). Questo restauro indusse la comunità monastica a ripristinare l'antica devozione verso l'immagine. Pertanto, grazie all'interessamento congiunto delle monache e della Curia di Parma, l'opera gode di una celebrazione liturgica specifica (4 gennaio).

## Iconografia e caratteristiche tecniche
L'affresco, che ha conosciuto diversi rifacimenti nel corso dei secoli, ha tuttavia mantenuto tre costanti iconografiche: la Madonna, il Bambino ed il caratteristico colore bianco del mantello. Seguiamo ora i mutamenti avvenuti.

### L'affresco originario
Sappiamo per certo dalle testimonianze storiche che l'immagine originale di fra' Pietro rappresentava una Madonna con Bambino rivestita di un manto bianco. Il colore del mantello, singolare nel panorama iconografico dell'epoca (in cui dominava il colore azzurro) poteva essere ispirato al colore del mantello dei Carmelitani, che tradizionalmente hanno sempre considerato la Vergine Maria come una sorella e quasi come "una di loro" e nel corso dei secoli si sono compiaciuti spesso di rappresentare la Madonna in abiti carmelitani; oppure, in un'epoca di diffuso analfabetismo ma anche di più immediata comprensione dei simboli religiosi, il colore bianco poteva essere la traduzione per immagine di un inno liturgico allora popolarissimo, Ave tota dealbata (Ave o tutta bianca).
Lo stile dell'affresco originario era quello caratteristico dei cosiddetti pittori primitivi italiani (che hanno in Giotto e nel Beato Angelico i loro rappresentanti più illustri), come si deduce dalle motivazioni del rifacimento del 1578.

### Gli interventi rinascimentali

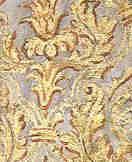
Particolare del mantello

La raffinata cultura rinascimentale non fu in grado di apprezzare l'intensa e ispirata produzione pittorica dei secoli XIII-XIV, la bollò come primitiva a motivo del suo gusto arcaicizzante, e spesso opere pittoriche oggi ritenute di altissimo valore furono ricoperte e ridipinte senza scrupoli né rimpianti! Anche l'affresco di fra' Pietro fu coinvolto in questa specie di strage pittorica. Nel 1578 il colto visitatore apostolico monsignor Castelli insistette perché l'affresco di fra' Pietro fosse sottoposto ad un restauro: il che, nel linguaggio dell'epoca, significava rifacimento pressoché completo secondo i gusti del momento. L'anonimo rifacitore si avvalse della tecnica ad olio e rispettò il colore bianco del mantello; alla sua mano - o a quella di un successivo ritoccatore - si deve l'aggiunta di due personaggi ai lati della Madonna: uno dei re magi (nella parte sinistra del dipinto) ed un vescovo (nella parte destra) identificato col patrono di Parma Sant'Ilario di Poitiers dalla tradizione popolare e con Sant'Agostino dalla locale Soprintendenza per i Beni Storici e Artistici.
Sul finire del XIX secolo il dipinto fu arricchito di una bella cornice in legno di faggio intagliato e successivamente rivestito di gesso di Bologna preparato a bolo e quindi dorato con oro zecchino.

### Il restauro del 1988/1989
Fra il 1988 e il 1989 l'affresco è stato affidato alle cure del restauratore e artista Massimo Maria Peron della Scuola Beato Angelico di Milano, che - dopo aver confermato l'esistenza di una stratificazione di interventi pittorici sopra l'affresco originario di fra' Pietro - ha proposto, con il benestare della Soprintendenza ai Beni Artistici, di limitare il restauro all'ultimo degli strati senza riportare alla luce l'affresco originale trecentesco: il carattere devozionale dell'immagine ha suggerito di evitare un restauro che avrebbe distrutto le fattezze del rifacimento rinascimentale ormai entrate nella memoria collettiva. L'immagine, riportata alla sua primitiva lucentezza grazie al sapiente affresco, è stata ricollocata sopra l'altare maggiore.

## La liturgia
La celebrazione liturgica di santa Maria Bianca cade il giorno 4 gennaio e nella chiesa di cui è titolare è elevata al rango di solennità. Per l'occasione la liturgia è quella della messa della Beata Vergine Maria nell'Epifania del Signore, sia per quanto riguarda il messale che il repertorio scritturistico.
Alla celebrazione eucaristica del 4 gennaio sono tradizionalmente invitati i bambini, dei quali santa Maria Bianca è protettrice, che alla fine della messa vengono benedetti e affidati alla Madonna.

## La fama taumaturgica

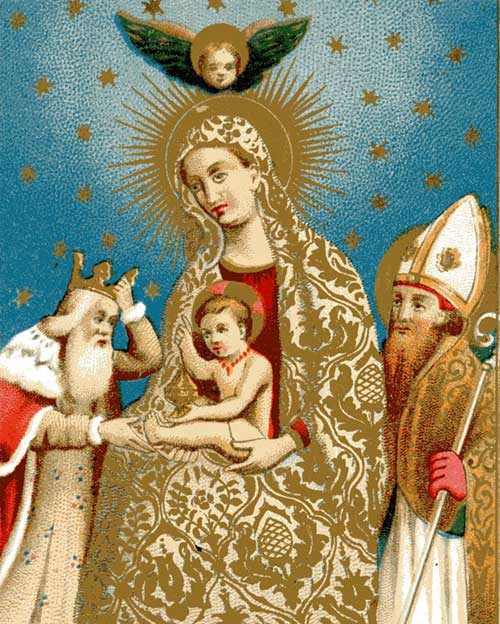
Stampa devozionale (1886) raffigurante l'immagine taumaturgica di Santa Maria Bianca

L'immediata popolarità dell'affresco di fra' Pietro è da ricondursi alla fama taumaturgica che il dipinto ebbe fin dalle origini; l'antico Registro delle chiese di Parma, compilato nel XVI secolo sulla scorta di documenti anteriori, ricorda che il 1358 fu anno memorabile per il numero di guarigioni di ciechi, sordi e paralitici ottenute per intercessione di Santa Maria Bianca. Con il passare dei secoli però la generica fama taumaturgica prese connotati più precisi, e Santa Maria Bianca fu considerata più specificamente patrona dei bambini e delle maternità difficili. Tale fama era ancora viva nel secolo XX, ma non era più suffragata da notizie di guarigioni.
Ma dopo il restauro degli anni ottanta e la successiva rivitalizzazione del culto liturgico, l'antica fama taumaturgica si è come rinverdita, ed è stata ampiamente confermata da numerose segnalazioni di guarigioni infantili e di esiti felici di maternità difficili.